# Alte Hofmühle (Güssing)

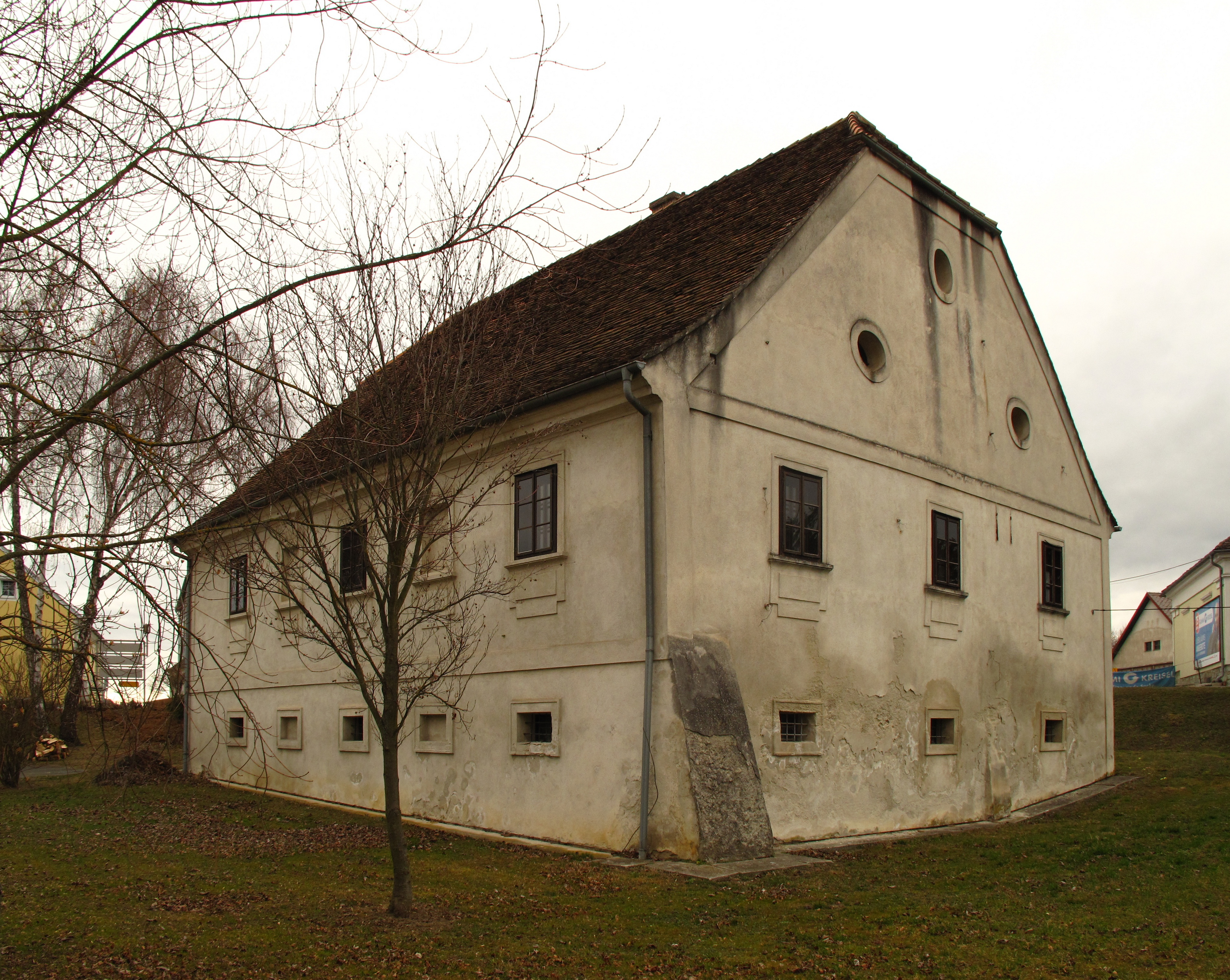
Alte Hofmühle (2012)

Die Alte Hofmühle ist ein am Ende des 18. Jahrhunderts errichtetes Gebäude in der Stadt Güssing im Burgenland. Es ist denkmalgeschützt.
Das ursprünglich als Mühle errichtete Gebäude beinhaltet heute mehrere museale Sammlungen: Das Burgenländische Auswanderermuseum zeigt mit persönlichen Gegenständen, Bildern und Dokumenten die Geschichte der Auswanderung vom Burgenland nach Amerika und das Leben der Burgenländer in Amerika.
Das Josef-Reichl-Museum beschreibt Leben und Werk des Dialektautors und Heimatdichters Josef Reichl (1860–1924).